# Canis lupaster lupaster
Il lupo egiziano (Canis lupaster lupaster), è una sottospecie di lupo africano che vive nell'Africa settentrionale, orientale e occidentale. Differisce dal lupo senegalese dalla sua corporatura più robusta, la testa più tozza, il pelo più folto, gli arti più lunghi, le orecchie meno appuntite, e la coda più corta. Osservazioni fatte nel Santuario nazionale degli uccelli di Djoudj indicano che è un animale solitario che vive nelle periferie dei territori del lupo senegalese, ed ha la meglio su quest'ultimo negli scontri per le carcasse. Secondo le testimonianze dei pastori nella stessa zona, al contrario del lupo senegalese che si limita a attaccare agnelli, il lupo egiziano riesce a abbattere prede più grosse, come pecore, capre, e bovini.

## Tassonomia
Prima del 2015, lo stato tassonomico di questo animale era controverso, essendo classificato sia come una sottospecie di sciacallo dorato che di lupo grigio.
Hemprich e Ehrenberg notarono quanto l'animale assomigliasse il lupo grigio, e gli diedero il nome binomiale Canis lupaster nel 1832. Similmente, Thomas Henry Huxley, dopo aver notato le somiglianze tra i crani di lupaster e i lupi grigi d'india, classificò l'animale come una sottospecie di lupo grigio. Nel 1926 però, Ernst Schwarz lo sinonimizzò con lo sciacallo dorato. Questa classifica non fu discusso fino al 1981, quando Walter Ferguson dell'università di Tel Aviv sostenne che lupaster fosse una sottospecie di lupo grigio in base a misure craniche, dichiarando che la classificazione dell'animale come una variante di sciacallo fosse basato solo sulle sue dimensioni piccole, e che la sinonimizzazione precedeva la scoperta del lupo grigio arabo, che è una sottospecie legittima di lupo grigio di dimensioni ridotte. I tratti lupini dell'animale furono confermati nel 2011, quando varie popolazioni di "sciacallo dorato" in Egitto e nel Corno d'Africa classificate come Canis aureus lupaster furono trovati d'avere DNA mitocondriale più vicino a quello del lupo grigio che allo sciacallo dorato. Tracce di questo DNA furono rinvenute in canidi abitanti d'una zona lunga 6.000 km che ricopriva Algeria, Mali e Senegal. In più, gli esemplari africani dimostravano una diversità di nucleotidi e aplotipi superiori a quelli dei lupi grigi dell'India e dell'Himalaya, così dimostrando che avessero una popolazione ancestrale più vasta, e che fossero forniti d'una popolazione di 80.000 femmine. Entrambi questi studi proposero il rinominamento di Canis aureus lupaster come sottospecie di lupo grigio. Nel 2015, uno studio più approfondito dei genomi mitocondriali e nucleari di un campione più grande di canidi lupini africani provenienti dall'Africa settentrionale, orientale e occidentale dimostrò che fossero infatti tutti distinti sia dallo sciacallo dorato che dal lupo grigio.